# 6514 Торахіко
6514 Торахіко (6514 Torahiko) — астероїд головного поясу, відкритий 25 листопада 1987 року.
Тіссеранів параметр щодо Юпітера — 3,334.
Названо на честь Торахіко (яп. とらひこ(寅彦) торахіко).